# Gold Is the Metal with the Broadest Shoulders
Gold Is the Metal with the Broadest Shoulders – trzeci album Coila, wydany w 1987 roku. Materiał na płycie to zbiór odrzutów i wersji demo utworów z albumów Scatology, Horse Rotorvator i ścieżki dźwiękowej do filmu Hellraiser. "Golden Hole" to wersja utworu "Penetralia", a "...Of Free Enterprise" – "Herald" z Horse Rotorvator (tytuł jest nawiązaniem do katastrofy MF Herald of Free Enterprise), inne utwory, takie jak "Boy In a Suitcase", nie są znane z innych wydawnictw Coila. "The Last Rites Of Spring" zawiera sample z utworów Strawinskiego.
W nagraniu albumu wzięli udział: John Balance, Peter Christopherson, Stephen Thrower, Alex Fergusson, Jim Thirlwell, Billy McGee i Andrew Poppy.

## Lista utworów

### 12"
Strona A:
1. "Last Rites of Spring" - ?
2. "Paradisiac" - ?
3. "Thump" - ?
4. "For Us They Will" - ?
5. "The Broken Wheel" - ?
6. "Boy in a Suitcase" - ?
7. "Golden Hole" - ?
8. "Cardinal Points" - ?

Strona B:
1. "Red Slur" - ?
2. "...Of Free Enterprise" - ?
3. "Aqua Regalia" - ?
4. "Metal in the Head" - ?
5. "Either His or Yours" - ?
6. "Chickenskin" - ?
7. "Soundtrap" - ?
8. "The First Five Minutes after Violent Death" - ?

### CD
1. "The Last Rites Of Spring" – 1:57
2. "Paradisiac" – 2:27
3. "Thump" – 3:17
4. "For Us They Will" – 4:48
5. "The Broken Wheel" – 4:35
6. "Boy in a Suitcase" – 1:12
7. "Golden Hole" – 2:36
8. "Cardinal Points" – 4:19
9. "Red Slur" – 3:08
10. "...Of Free Enterprise" – 1:22
11. "Aqua Regalia" – 1:29
12. "Metal in the Head" – 2:07
13. "Either His, or Yours" – 2:54
14. "Chickenskin" – 2:44
15. "Soundtap" – 0:38
16. "Hellraiser" – 5:00
17. "The Wheal" – 3:14
18. "The First Five Minutes after Violent Death" – 2:43

## Twórcy
- John Balance
- Peter Christopherson

oraz
- Stephen Thrower
- Alex Fergusson
- Jim Thirlwell
- Billy McGee
- Andrew Poppy